# Mountlake Terrace (Tren Ligero de Seattle)
Mountlake Terrace es una futura estación elevada ubicada en Mountlake Terrace de la línea Roja del Tren Ligero de Seattle. La estación será administrada por Sound Transit. La estación se encuentra localizada en Mountlake Terrace, Washington. La estación de Mountlake Terrace será inaugurada en 2023.

## Descripción
La estación Mountlake Terrace contará con 1 plataforma central.

## Conexiones
La estación será abastecida por las siguientes conexiones: 
- King County Metro Transit.